# Акамант (сын Антенора)
Акамант (др.-греч. Ἀκάμας) — персонаж древнегреческой мифологии. Сын Антенора и Феано. Союзник Трои, возглавлял дарданцев. Убил 1 грека. Ранен Фрасимедом. Убит Филоктетом.